# درایهایده
درایهایده (به آلمانی: Dreiheide) یک شهر در آلمان است که در نوردزاکسن واقع شده‌است. درایهایده ۲٬۴۳۶ نفر جمعیت دارد.